# ألبرت فونتينوت
ألبرت فونتينوت (بالإنجليزية: Albert Fontenot)‏ هو لاعب كرة قدم أمريكية أمريكي، ولد في 17 سبتمبر 1970 في هيوستن في الولايات المتحدة.